# Эргашев, Давронжон Содирович
Давронжон Содирович Эргашев (тадж. Давронҷон Содирович Эргашев; 19 марта 1988) — таджикский футболист, защитник клуба «Бунёдкор» и сборной Таджикистана.

## Карьера
Воспитанник клуба «Худжанд». В чемпионате Таджикистана играл в составе «Худжанда», «Регар-ТадАЗа» и «Истиклола». С 2013 года начал выступать за «Жетысу» из Талдыкоргана, выступавший в казахстанской Премьер-лиге. В начале 2014 года перешёл из «Жетысу» в азербайджанскую «Габалу», но летом того же года вернулся в «Жетысу». Затем играл за «Тараз» и несколько раз возвращался в «Истиклол».